# The Torn Letter (film 1911)
The Torn Letter è un cortometraggio muto del 1911 diretto da Bert Haldane.

## Trama
Una donna assume un investigatore che deve indagare sul marito, sospettato di infedeltà dopo che lei ha trovato il brano di una lettera.

## Produzione
Il film fu prodotto dalla Hepworth.

## Distribuzione
Distribuito dalla Hepworth, il film - un cortometraggio di 198 metri - uscì nelle sale cinematografiche britanniche nell'agosto 1911.
Si conoscono pochi dati del film che, prodotto dalla Hepworth, fu distrutto nel 1924 dallo stesso produttore, Cecil M. Hepworth. Fallito, in gravissime difficoltà finanziarie, il produttore pensò in questo modo di poter almeno recuperare il nitrato d'argento della pellicola.